# Sebastià Garau Puigcerver
Sebastià Garau Puigcerver (Llucmajor, Mallorca, segle xviii - Palma, 1761) fou un notari mallorquí.
Garau exercí d'escrivent amb el notari Joan Baptista Bennàsser, amb el qual es formà i pogué accedir al notariat el 1708 a Palma. Deixà 39 protocols notarials que van del 1708 al 1760.